# Provaci ancora... Willy
Provaci ancora... Willy (Zipping Along) è un film del 1953 diretto da Chuck Jones. È un cortometraggio d'animazione della serie Merrie Melodies, uscito negli Stati Uniti d'America il 19 settembre 1953. Ha come protagonisti Willy il Coyote e Beep Beep. In Italia fu distribuito originariamente in Super 8 millimetri nel 1972 col titolo Il pendolo, mentre in DVD è stato distribuito col titolo Provaci ancora Willy.

## Trama
Willy (Digerentium beepbeepius) vede Beep Beep (Velocissimus tremendus) che sfreccia sulla strada e salta in un incrocio per sorprenderlo, venendo invece ripetutamente investito dall'uccello. Prova quindi a catturarlo o ucciderlo con i seguenti metodi:
- si mette in agguato dietro una roccia con una bomba a mano, ma lancia la sicura tenendo invece in bocca la bomba, che esplode;
- posiziona un mucchio di trappole per topi sulla strada nascondendosi in un fosso adiacente, ma quando Beep Beep ci passa sopra gliele fa cadere tutte addosso;
- cerca di prendere il volo con un aquilone tenendo in mano una bomba, ma cade in un burrone e la bomba gli esplode addosso;
- abbatte un palo del telefono per farlo cadere su Beep Beep, ma così facendo fa cadere anche gli altri che vi sono collegati, il primo dei quali lo scaraventa nel terreno;
- fa mangiare a Beep Beep dei semi mescolati con pallottole d'acciaio, quindi prova ad attirarlo con un magnete gigante, ma attira invece un contenitore di TNT che esplode;
- impara l'ipnotismo da un libro per indurre Beep Beep a saltare da una rupe, ma quando ci prova, l'uccello tira fuori uno specchio che riflette la tecnica su Willy;
- cerca di raggiungere Beep Beep (che lo schernisce dall'alto) lanciando una roccia sull'altra estremità di un'altalena, ma la roccia gli ricade addosso;
- prepara una trappola con dei fucili e dei cavi per attivarli tutti insieme, ma tira con troppa forza e fa girare i fucili verso di lui, sparandosi;
- taglia le funi di un ponte sospeso quando Beep Beep lo attraversa, ma il ponte rimane fermo mentre a cadere è invece l'intero altopiano su cui sta Willy;
- prova a spararsi verso Beep Beep con un cannone, ma al momento dello sparo il cannone viene lanciato all'indietro, lasciando il coyote annerito;
- da una tavola che collega due precipizi, tiene in mano una palla da demolizione appesa a un tronco poco più avanti, e la lascia cadere cercando di colpire Beep Beep sulla strada sottostante. Tuttavia, l'uccello si ferma appena prima di poter essere colpito dalla palla, che fa un percorso circolare e finisce proprio su Willy;
- riempie un canyon con una miriade di esplosivi dietro un muro in cui scrive "Mangime gratis!!", e collega il detonatore a una porta. Tuttavia sulla strada passa un grosso camion, e Willy non può far altro che aprire la porta, saltando in aria e venendo comunque investito dal camion. Carbonizzato e disorientato, Willy emette il verso di Beep Beep per poi perdere i sensi.

## Distribuzione

### Edizioni home video

#### VHS
America del Nord
- The Looney Tunes Video Show, #1 (novembre 1982)

#### Laserdisc
- The Road Runner Vs. Wile E. Coyote: If At First You Don't Succeed... (18 maggio 1994)

#### DVD e Blu-ray Disc
Il corto fu pubblicato in DVD-Video in America del Nord nel secondo disco della raccolta Looney Tunes Golden Collection: Volume 2 (intitolato Road Runner and Friends) distribuita il 2 novembre 2004; il DVD fu pubblicato in Italia il 16 marzo 2005 nella collana Looney Tunes Collection, col titolo Beep Beep e i suoi amici. In Italia fu inserito anche nel DVD Il tuo simpatico amico Willy il Coyote, uscito il 9 settembre 2009, mentre in America del Nord fu inserito nel primo disco della raccolta DVD Looney Tunes Spotlight Collection Volume 7, uscita il 13 ottobre 2009. Fu infine incluso nel primo disco della raccolta Blu-ray Disc e DVD Looney Tunes Platinum Collection: Volume Two, uscita in America del Nord il 16 ottobre 2012.